# Richmond WCT 1980
Il Richmond WCT 1980 è stato un torneo di tennis giocato sul sintetico indoor. È stata la 13ª edizione del torneo che fa parte del Volvo Grand Prix 1980. Si è giocato a Richmond negli Stati Uniti dal 28 gennaio al 3 febbraio 1980.

## Campioni

### Singolare maschile
John McEnroe ha battuto in finale  Roscoe Tanner con il punteggio di 6–1, 6–2

### Doppio maschile
Fritz Buehning /  Johan Kriek hanno battuto in finale  Brian Gottfried /  Frew McMillan con il punteggio di 3–6, 6–3, 7–6